# HD17330
GSC1793-58-1 є подвійною зорею.
Ця подвійна система має видиму зоряну величину в смузі V приблизно 7,2.
Вона розташована на відстані близько 1424,3 світлових років від Сонця.

## Подвійна зоря
Головна зоря цієї системи належить до хімічно пекулярних зір й має спектральний клас B7.
В той же час спектральний клас іншої компоненти залишається  ще не визначеним.